# OWG

OWG (Off we go, por sus siglas  en inglés) es una aerolínea canadiense y división de Nolinor Aviation anunciada el lunes 6 de julio de 2020. Su vuelo inaugural partió el 18 de diciembre de 2020, habiendo sido originalmente planeado para el 31 de agosto de 2020. La aerolínea opera una flota de aeronaves Boeing 737- 400 en una configuración total de clase económica de 158 asientos. Enfocada en viajar a destinos del sur. El 13 de julio de 2020, OWG anunció que se está asociando con la agencia de viajes canadiense Hola Sun, y que operaría vuelos dedicados a Cuba en nombre de la compañía.

## Destinos
OWG tiene los siguientes destinos:
| País   | Ciudad      | Aeropuerto                                      | Fecha de inicio         | Fecha de término | Notas                 | Ref   |
| ------ | ----------- | ----------------------------------------------- | ----------------------- | ---------------- | --------------------- | ----- |
| Canadá | Montreal    | Aeropuerto Internacional Pierre Elliott Trudeau | 18 de diciembre de 2020 | Presente         | Centro de operaciones | [ 6 ] |
| Canadá | Toronto     | Aeropuerto Internacional Toronto Pearson        | 18 de diciembre de 2020 | Presente         | Centro de operaciones | [ 6 ] |
| Cuba   | Cayo Coco   | Aeropuerto Internacional de Jardines del Rey    | 3 de julio de 2022      | Presente         |                       | [ 7 ] |
| Cuba   | Holguín     | Aeropuerto Internacional Frank País             | 30 de junio de 2022     | Presente         |                       | [ 8 ] |
| Cuba   | Santa Clara | Aeropuerto Internacional Abel Santamaría        | 18 de diciembre de 2020 | Presente         |                       | [ 6 ] |
| Cuba   | Varadero    | Aeropuerto Juan Gualberto Gómez                 | 2 de julio de 2022      | Presente         |                       | [ 9 ] |

## Flota
La flota de la aerolínea está compuesta por las siguientes aeronaves, con una edad media de 29.1 años (diciembre de 2024):
| Aeronave       | En servicio | Ordenados | Pasajeros | Notas |
| -------------- | ----------- | --------- | --------- | ----- |
| Boeing 737-400 | 2           | —         | 158       |       |
| Boeing 737-800 | 1           | —         | 189       |       |
| Total          | 3           | —         |           |       |